# The Abbey Road Sessions
The Abbey Road Sessions е четвъртият албум с хитове на австралийската певица Кайли Миноуг. Той включва два нови сингъла – „Flower“ и „On a Night Like This“.

## Списък с песните

### Оригинален траклист
1. „All the Lovers“ – 3:22
2. „On a Night Like This“ – 3:00
3. „Better the Devil You Know“ – 3:58
4. „Hand on Your Heart“ – 3:36
5. „I Believe in You“ – 2:48
6. „Come Into My World“ – 3:32
7. „Finer Feelings“ – 3:35
8. „Confide in Me“ – 4:08
9. „Slow“ – 4:08
10. „The Loco-Motion“ – 2:34
11. „Can't Get You Out of My Head“ – 3:33
12. „Where the Wild Roses Grow“ (с Nick Cave) – 4:05
13. „Flower“ – 3:31
14. „I Should Be So Lucky“ – 3:14
15. „Love at First Sight“ – 3:35
16. „Never Too Late“ – 3:01

### Australian JB Hi-Fi издание
1. „Wow“ – 3:04

### Японско и Австралийско David Jones издание
1. „In My Arms“ – 3:41